# Ruth Hunt, Baroness Hunt of Bethnal Green

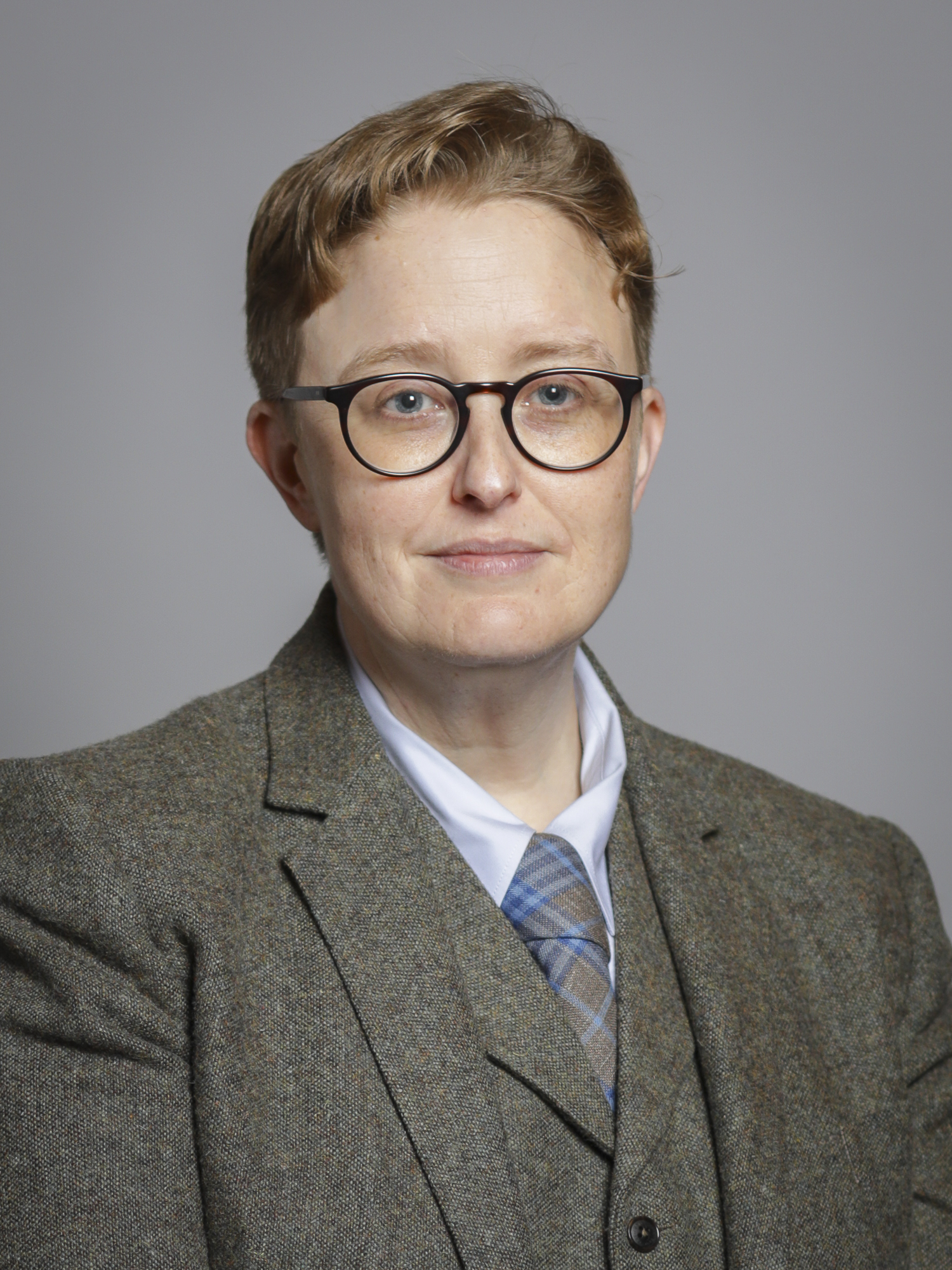
Ruth Hunt, Baroness Hunt of Bethnal Green, 2019

Ruth Hunt, Baroness Hunt of Bethnal Green (* 12. März 1980 in Cardiff, Wales) ist eine britische Politikerin der Conservative Party.

## Leben
Hunt besuchte die Christ the King Primary School in Cardiff. Sie studierte am St Hilda’s College der Universität Oxford. Hunt war Präsidentin der Studierendenvertretung der Universität Oxford (Oxford University Student Union). Am 16. Oktober 2019 wurde sie als Baroness Hunt of Bethnal Green, of Bethnal Green in the London Borough of Tower Hamlets, zur Life Peeress erhoben und ist dadurch seither Mitglied des House of Lords. Ab 2014 war Hunt mit Kirsty Lloyd verpartnert.